# Cabinet von Schleicher
République de Weimar
Papen Hitler
Le cabinet Schleicher, du nom du chancelier allemand Kurt von Schleicher, est en fonction du 3 décembre 1932 au 30 janvier 1933.

## Histoire
Face à l'impasse politique et au marasme économique, Franz von Papen démissionne le 3 décembre. Kurt von Schleicher est alors nommé chancelier pour reprendre en main la situation. Après avoir offert le poste de Vice-chancellerie à Hitler, ce qui fut refusé, Schleicher souhaite utiliser les divisions internes du NSDAP causées par les résultats des dernières élections pour éviter de mener une coalition avec eux. Il applique alors une triangulation avec le Querfrontkonzept en prenant des idées à la gauche pour renforcer les nationalistes et les conservateurs par des mesures populaires et ainsi obtenir le soutien des masses. 
Sans oublier la possibilité d'un coup d'état militaire, il prend contact avec l'aile droite du SPD, des syndicalistes nationalistes ainsi que la gauche du NSDAP comme Gregor Strasser. Il lui propose même la vice-chancellerie ainsi que le poste de ministre-président de Prusse, poste toujours tenu par Franz von Papen. Cependant, Hitler isole alors Strasser lors d'une réunion des dirigeants locaux et force Strasser à quitter toutes ses fonctions au sein du NSDAP le 8 décembre. 
Le 15 décembre, Schleicher annonce à la radio son programme : la création d'emplois, une colonisation agricole et une relance économique. C'est à cette époque que la droite lui donne le nom de « général social », qu'il reprend à son compte en faisant un parallèle avec le rôle « social » de l'union nationale de la Grande Guerre, avec une armée égalitaire. Il annonce aussi reprendre le plan de Heinrich Brüning sur l′Osthilfe avec l'allotissement de 400 000 hectares. La droite, les élites économiques et les agrariens se retournent contre lui et manœuvrent Hindenburg pour le faire démissionner. 
Franz von Papen joue double jeu, publiquement et face à Schleicher, il est solidaire du gouvernement, mais en sous-main, il reprend contact avec les nazis, en rencontrant Hitler le 4 puis le 10 janvier d'abord chez Kurt Freiherr von Schröder puis chez Joachim von Ribbentrop. L'accord est alors bien de donner la chancellerie à Hitler, Papen le vice-chancelier et le magnat de la presse Alfred Hugenberg un membre important. Schröder et von Papen ont aussi pris contacts avec les élites économiques pour s'assurer de leur soutien, en échange d'un chef fort assurant la stabilité du gouvernement, mais aussi d'éliminer les communistes. Cette alliance entre la droite et les nazis n'est que le prolongement de ceux ayant déjà lieu dans plusieurs Länder
Le 15 janvier, les élections du Land de Lippe, se déroulent avec une débauche de moyens pour les nazis, imprimant 50 000 brochures électorales, Hitler prononçant 17 discours, s'ajoutant à ceux de Goebbels, Frick et Göring, ainsi que celui de August Wilhelm. Le résultat est parlant, le SPD, au gouvernement, perd 9 points et les nazis obtiennent 9 sièges sur 21 pour 39,5 % des voix, ils n'ont alors pas la victoire, et ne retrouvent même pas le résultat de juillet 1932 au niveau national. Pourtant, le monde médiatique et politique prononce la victoire aux nazis, ce qui renforce encore la position de von Papen. Le 22 janvier, Hitler et Papen se rencontrent à nouveau avec Oskar von Hindenburg et Otto Meissner, alors qu'éclate un scandale financier autour de l′Osthilfe qui touche Oskar mais aussi Hindenburg lui-même, de grandes sommes ont été touchées par les grands propriétaires terriens pour rembourser leur dette, un total de 1 milliard de marks a été distribué, le budget de l'État étant alors de 8 milliards. Schleicher face à la situation, pense à un coup d'état militaire ou au moins à de nouvelles élections mais Werner von Blomberg refuse le putsch. Le 28, Hindenburg refuse la dissolution du Reichstag. Le jour même, Schleicher démissionne

## Composition
| Poste                                 | Titulaire | Titulaire                       | Parti |
| ------------------------------------- | --------- | ------------------------------- | ----- |
| Chancelier du Reich                   |           | Kurt von Schleicher             |       |
| Ministre des Affaires étrangères      |           | Konstantin von Neurath          |       |
| Ministre de l'Intérieur               |           | Franz Bracht                    |       |
| Ministre de la Justice                |           | Franz Gürtner                   | DNVP  |
| Ministre de l'Économie                |           | Hermann Warmbold                |       |
| Agriculture                           |           | Magnus von Braun                | DNVP  |
| Ministre des Finances                 |           | Lutz Graf Schwerin von Krosigk  |       |
| Ministre de la Défense                |           | Kurt von Schleicher             |       |
| Ministre du Travail                   |           | Friedrich Syrup                 |       |
| Ministre des Postes et des Transports |           | Paul Freiherr von Eltz-Rübenach |       |
| Ministre sans portefeuille            |           | Johannes Popitz                 |       |

## Annexe